# Paper d'esmeril

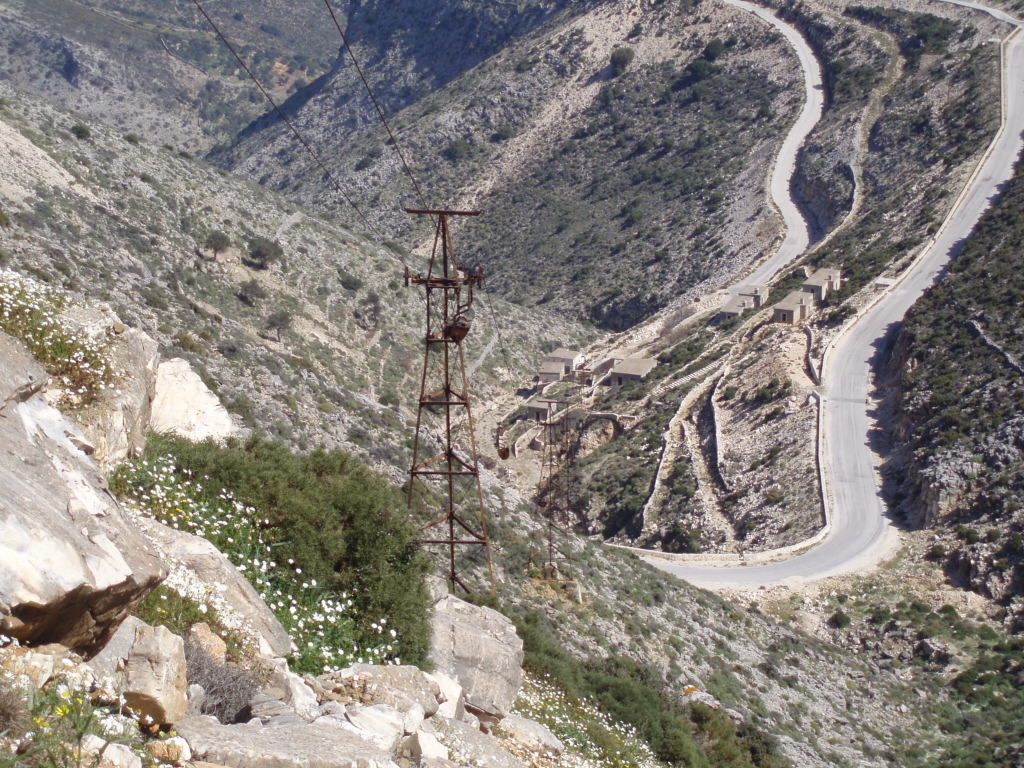
Mina d'esmeril a Naxos.

El paper d'esmeril és el paper abrasiu que pren el nom de l'esmeril, mineral que conté al voltant del 55% d'òxid d'alumini (A1203) i la resta de sílice i òxids de ferro; aquest mineral es troba prop del cap Esmeril, a l'illa de Naxos, a Grècia, i també a l'Àsia Menor i a Chester (EUA). L'esmeril es substitueix cada vegada més per altres abrasius caracteritzats per una duresa més elevada, de forma i arestes vives i de gran resistència a l'aixafament. El més usat és el carbur de silici.
El suport de l'abrasiu està constituït per un paper impermeable d'elevada resistència; sobre aquest s'estén un adhesiu té com a missió mantenir enganxats els grànuls d'abrasiu fins i tot en presència d'aigua o petroli.
El paper d'esmeril es distingeix amb la numeració prevista per la unificació internacional FEPA per als papers abrasius. S'usa generalment per a operacions de poliment, fins i tot de superfícies dures: a mà, per a la preparació final abans de pintar la carrosseria; recolzat i limitat per gom, per allisar superfícies planes de peces mecàniques de dimensions reduïdes; en forma de cinta, sobre polidores, per a peces de grans dimensions, com cigonyals nitrurats. S'usa generalment amb aigua o amb petroli i també amb oli en operacions de setinat. Per permetre una perfecta neteja dels intersticis entre els grans, de manera que tinguin la abrasivitat requerida, aquests papers han de romandre preventivament en bany durant cert temps.
Originàriament, el paper d'esmeril es va fer a partir de roca molta d'esmeril, enganxada al paper sovint amb una cola animal de resistència a l'aigua.